# Wohnungslosigkeit
Wohnungslosigkeit beschreibt als Oberbegriff die Lebenslage von Menschen ohne festen Wohnsitz oder geschützten privaten Wohnraum.

## Definition
Als wohnungslos werden alle Menschen bezeichnet, die über keinen mietvertraglich abgesicherten oder eigenen Wohnraum verfügen. Das gilt auch, wenn sie vorübergehend bei Verwandten oder Bekannten unterkommen können („Couchsurfing)“, oder in kommunalen Einrichtungen leben. Als wohnungslos gelten auch Menschen, die wegen häuslicher Gewalt ihre Wohnung verlassen mussten und die kurz- bis mittelfristig in einer Schutzeinrichtung beherbergt sind, wie z. B. in Frauenhäusern. Eine Notschlafstelle gilt in diesem Sinn ebenfalls nicht als Wohnung.
Die bis in die 1990er Jahre übliche Bezeichnung als nichtsesshafte Personen wird auf Grund ihrer diskriminierenden Geschichte, gerade in der Zeit des Nationalsozialismus, nicht mehr verwendet.
Obdachlosigkeit hingegen bedeutet, dass man nicht nur ohne Wohnung ist, sondern auch keine andere Unterkunft hat. Manche Obdachlose leben im öffentlichen Raum und schlafen dort auch, sie können aber auch kommunal untergebracht sein (Notunterkunft).

### Europäische Definition
Der Europäische Verband nationaler Organisationen der Wohnungslosenhilfe (FEANTSA) unterscheidet in seiner übergreifenden Definition von Wohnungslosigkeit (ETHOS – Europäische Typologie für Obdachlosigkeit, Wohnungslosigkeit und prekäre Wohnversorgung) vier konzeptionelle Kategorien:
| Obdachlosigkeit      | „auf der Straße“ lebend                                                               |
| Wohnungslosigkeit    | ohne eigene Wohnung (Wohnheim, Frauenhaus, Jugendheim, Gefängnis etc.)                |
| Ungesichertes Wohnen | vorübergehend auf der Couch bei Bekannten, in Gartenhütte, Kündigung ohne Perspektive |
| Ungenügendes Wohnen  | Wohnwagen, Zelt, Garage, Abbruchhaus, überbelegter Raum                               |

Diese sind weiter unterteilt in 13 operationelle Kategorien.
Der Europäische Ausschuss der Regionen befand im Jahr 2022, dass „Obdachlosigkeit wahrscheinlich der gravierendste Ausdruck sozialer Ausgrenzung in Europa ist“ und dass „das Problem der Obdachlosigkeit alle EU-Mitgliedstaaten betrifft“. Gleichzeitig stellte er fest: „Als obdachlos sollten ebenfalls folgende Personen gelten: Menschen, die in Notunterkünften bzw. an Orten leben, die nicht als Wohnraum vorgesehen sind; Menschen, die aus einer Institution entlassen werden sollen und über keinen Wohnplatz verfügen; und Menschen, die über keine ausreichenden finanziellen Mittel verfügen und/oder auf die gelegentliche Unterbringung bei Freunden oder Verwandten angewiesen sind.“

### Definition nach BAG Wohnungslosenhilfe
Laut der Definition der Bundesarbeitsgemeinschaft für Wohnungslosenhilfe in Deutschland sind Menschen wohnungslos, wenn sie über keinen mietvertraglich abgesicherten Wohnraum verfügen und auf ordnungs- oder sozialrechtlicher Grundlage in eine kommunale Wohnung oder in ein Heim der Wohnungslosenhilfe eingewiesen werden.
Darüber hinaus besteht Wohnungslosigkeit auch, wenn die Betroffenen in einer Notunterkunft oder als Selbstzahler in einer Billigpension leben. Wohnungslos sind zudem jene Personen, die „Platte machen“ (BAG-W 2006). Dies ist ein szeneüblicher Ausdruck und bedeutet, ohne jede Unterkunft auf der Straße leben oder obdachlos sein.

## Ursachen
Auch durch Kündigung der Wohnung oder Räumungsklage können Menschen Wohnungslos werden, wenn sie nicht rechtzeitig eine bezalhlbare Ersatzwohnung finden. Auch bei Trennung oder Scheidung finden nicht beide Partner immer rechtzeitig eine bezahlbare Ersatzwohnung. Zunehmend sind davon auch Menschen aus dem Mittelstand betroffen. Bei Kündigung des Arbeitsplatzes und folgender Arbeitslosigkeit und entsprechend fehlendem Einkommen und Mietrückstand, droht Wohnungslosigkeit, ebenso bei langdauernder oder schwerer körperlicher oder psychischer Krankheit. Auch Mieterhöhungen oder Nebenkostenerhöhungen als Folge der Energiekrise können zu Mietrückständen und dadurch zur Kündigung führen. Auch sogenannte Sanierungskündigungen, bei denen Bauträger ganze Wohnkomplexe aufkaufen, um nach Sanierung die Wohnungen als Eigentumswohnungen zu verkaufen oder als Luxuswohnungen zu vermieten, führen zu Wohnungslosigkeit, wenn der Mieter sich die teure Miete oder den Kaufpreis nicht leisten kann, aber nicht rechtzeitig eine bezahlbare Ersatzwohnung findet.
Wohnungslosigkeit ist meist ein wichtiger Hinweis auf Armut. Sie hat sehr oft den Hintergrund einer massiven Krise in der Lebensgeschichte. Die Ursachen sind dabei vielfältig. Wohnungslosigkeit entsteht auch durch die Situation von Menschen, die in Einrichtungen wohnen, in denen die Aufenthaltsdauer begrenzt ist und in denen keine Dauerwohnplätze zur Verfügung stehen. Dazu zählen Übergangswohnheime, Asyle und Herbergen, aber auch andere Übergangslösungen.
Eine weitere Gruppe Wohnungsloser sind Menschen, die aus Institutionen entlassen werden, z. B. Gefängnissen, Spitälern, Heilanstalten und Jugendheimen. Bei diesen Menschen sind häufig keine oder nicht rechtzeitig Vorkehrungen zur Entlassung getroffen worden, so dass zum Zeitpunkt der Entlassung kein Wohnplatz zur Verfügung steht. Ganz junge Erwachsene fallen oft nicht mehr unter die Jugendwohlfahrt, bleiben aber weiterhin im Heim, weil keine andere Wohnmöglichkeit zur Verfügung steht.
Wohnungslos sind Immigranten und Asylwerber, die in Auffangstellen, Lagern, Heimen oder Herbergen wohnen, bis ihr Aufenthaltsstatus geklärt ist. Ausländer mit befristeter Aufenthalts- und Arbeitserlaubnis, die in Gastarbeiterquartieren leben, sowie alle Arten von Arbeitsmigranten können ebenfalls in die Situation kommen.

## Situation im deutschsprachigen Raum
Die durch die Wohnungslosigkeit hervorgerufene gesellschaftliche Ausgrenzung und Stigmatisierung ermöglicht den Betroffenen nur wenig Rückgriffsmöglichkeiten auf ein soziales Umfeld, das sie materiell und emotional angemessen unterstützen könnte. Die Abhängigkeit von staatlichen Transferleistungen erhöht die Gefahr der Fremdbestimmung durch die Akteure des Hilfesystems und öffentlicher Behörden (Notz 2005).

### Deutschland

#### Zahlen
In Deutschland wurde bis 2022 keine amtliche Statistik über Wohnungslosigkeit geführt. Der Bundestag verabschiedete am 16. Januar 2020 ein Gesetz zur Einführung einer Wohnungslosenberichterstattung, das ab 2022 eine zentrale Statistik zu wohnungslosen Menschen in Gemeinschafts- oder Notunterkünften vorsieht. Zudem soll eine ergänzende Wohnungslosenberichterstattung über Menschen berichten, die vorübergehend bei Verwandten oder Freunden untergekommen sind oder die auf der Straße oder als Selbstzahler in Billigpensionen leben. Alle zwei Jahre soll ein Wohnungslosenbericht veröffentlicht werden.
Die BAG Wohnungslosenhilfe führt seit Jahren Schätzungen durch, aus denen hervorgeht, dass die Wohnungslosigkeit seit 2009 kontinuierlich steigt. Ab 2015/16 hat sich die Gesamtzahl durch Flüchtlinge noch einmal dramatisch erhöht. Die BAG W geht für 2018 von 678.000 Personen aus, die im Laufe des Jahres wohnungslos waren (2017: 651.000). Daran betrug der Anteil von Frauen 25 % (59.000) und von Minderjährigen 8 % (19.000). Die anerkannten Flüchtlinge machten 2018 mit 441.000 Personen den weitaus größten Teil der Wohnungslosen aus.
Im Dezember 2022 veröffentlichte die Bundesregierung den ersten Wohnungslosenbericht, der statistische Daten zum Zeitpunkt Ende Januar/Anfang Februar 2022 wiedergibt. Danach waren rund 263.000 Personen wohnungslos, davon waren rund 178.000 im System der Wohnungsnothilfe untergebracht, rund 49.000 lebten bei Freunden oder Verwandten (verdeckt Wohnungslose) und rund 37.000 lebten auf der Straße oder in Behelfsunterkünften.
Zum Stichtag 31. Januar 2024 waren in Deutschland nach den Meldungen von Kommunen und Einrichtungen rund 439.500 Personen wegen Wohnungslosigkeit untergebracht. Damit hat sich die Zahl gegenüber den Vorjahren weiter erhöht (2023: 372.000, 2022: 178.100). Der Anstieg der Zahl der untergebrachten wohnungslosen Menschen sei laut Statistischem Bundesamt jedoch vor allem auf Verbesserungen der Datenmeldungen im dritten Jahr seit der Einführung der Statistik zurückzuführen. 40 Prozent der Personen waren unter 25 Jahre alt, 31 Prozent waren Ukrainer, 55 Prozent Männer, 43 Prozent Frauen sowie 2 Prozent ohne Geschlechtsangabe.

#### Ursachen
Laut Geschäftsführung der Bundesarbeitsgemeinschaft Wohnungslosenhilfe sind das unzureichende Angebot an bezahlbarem Wohnraum, die Schrumpfung des Sozialwohnungsbestandes und die Verfestigung von Armut Hauptgründe für die steigende Zahl der Wohnungslosen. Auch der Anteil von Familien und Berufstätigen unter den Wohnungslosen steigt. In bestimmten Fällen kann das Sozialamt für die Miete und angesammelte Mietschulden aufkommen, um eine Wohnungslosigkeit zu verhindern.
Unter bestimmten Umständen – insbesondere Mietrückstand, Verkommenlassen der Wohnung, unzulässige Untervermietung (§ 543 BGB) – kann der Vermieter fristlos kündigen und nach Ablauf einer Räumungsfrist eine Räumungsklage einreichen.
Manche Vermieter warteten nur auf eine Gelegenheit, alte Mietverträge kündigen zu können, um nach der Neuvermietung ein Vielfaches an Miete zu verlangen.

#### Maßnahmen
Die Regierung hat den Neubau von 400.000 Wohnungen pro Jahr angekündigt, davon 100.000 Sozialwohnungen. Im ersten Jahr lag das Ergebnis mit 263.000 Wohnungen deutlich unter dem Plan. Bei den Sozialwohnungen wurden nur ein Bruchteil des Plans erfüllt. Ursachen sind: ungenügende finanzielle und strukturelle Förderung von Sozialwohnungsbau durch die Bundesländer, zu komplizierte und nicht einheitliche Bauvorschriften, schlecht organisierte Baubehörden und zu lange dauernde Genehmigungsverfahren, Mangel an Baugrund, und als Folge von Russlands Krieg Mangel an Baumaterial und Bauarbeitern.
Bundesbauministerin Klara Geywitz kündigte nach der Veröffentlichung des ersten Wohnungslosenberichts im Dezember 2022 einen Aktionsplan mit konkreten Maßnahmen zur Bekämpfung der Wohnungslosigkeit für das Jahr 2023 an. Am 24. April beschloss die Bundesregierung den Nationalen Aktionsplan gegen Wohnungslosigkeit. Wohnungslosigkeitserfahrene Experten aus dem Netzwerk der Wohnungslosen_Stiftung kritisierten den Aktionsplan als vollkommen unzureichend und bemängelten auch die sehr geringe Beteiligung wohnungslosigkeitserfahrener Menschen an der Erarbeitung des Aktionsplans.
Housing First ist ein Konzept, Bedürftigen als erste Maßnahme eine feste und dauerhafte Wohnung zu vermitteln, gegebenenfalls mit Betreuung. Also keine Notschlafstelle oder vorübergehende Unterbringung. Voraussetzung ist genügend freier und bezahlbarer Wohnraum. In Finnland und Wien wird das erfolgreich umgesetzt.

### Österreich
Auch zur Wohnungslosigkeit in Österreich ist die Datenlage schwierig. Die im Auftrag des Bundesministeriums für Arbeit, Soziales und Konsumentenschutz zuletzt 2009 erstellte Wohnungslosenerhebung der Bundesarbeitsgemeinschaft Wohnungslosenhilfe (BAWO) nennt 37.000 Fälle für das Jahr 2006, wobei nur von Einrichtungen der Wohnungslosenhilfe betreute oder beratene Klienten in diese Zählung eingingen. 606.000 Österreicher lebten in überfüllten Wohnräumen. 2007 seien 41.769 Delogierungen (Zwangsräumungen) eingeleitet worden. Eine Untersuchung aus dem Jahr 2017 geht von rund 21.500 registrierten Wohnungslosen aus, wobei diese Zahl auf registrierte Obdachlose (Personen mit einer Hauptwohnsitzbestätigung für Obdachlose nach § 19a Meldegesetz) und in Einrichtungen für Wohnungslose beschränkt ist.

### Schweiz
Wie in Österreich und früher Deutschland werden auch in der Schweiz keine bundesweiten Zahlen erhoben. Einzelne Städte schätzen die Anzahl Wohnungsloser anhand der Übernachtungen in den Notschlafstellen und den Angaben von Hilfseinrichtungen. Tendenziell wird dabei eine Zunahme von Menschen ohne festem Wohnsitz beobachtet (Stand Ende 2017).